# Erlinda Cortés

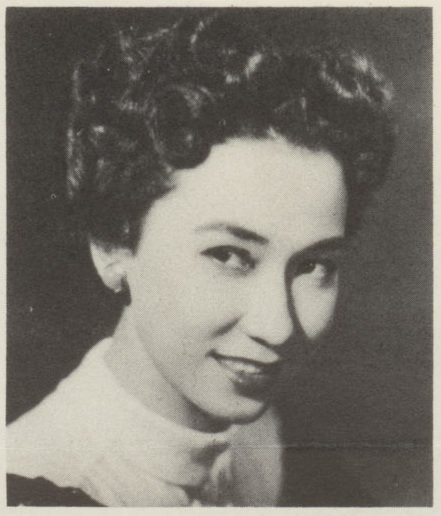
Erlinda Cortés

Mary Boone, conocida como Erlinda Cortés (San Pablo, Filipinas, 1924-Shelburne, 8 de septiembre de 2015), fue una actriz filipina famosa después de la Segunda Guerra Mundial que más adelante se convirtió en la protagonista favorita del famoso actor de la posguerra, Angelus.

## Filmografía
- 1946 — Angelus [Lvn]
- 1946 — Ang Prinsipeng Hindi Tumatawa [Lvn]
- 1947 — Dalawang Anino [SVS]
- 1947 — Multo ni Yamashita [Palaris]
- 1947 — Backpay [Lvn]
- 1947 — Anak-Pawis [Palaris]
- 1948 — Itanong mo sa Bulaklak [Premier]
- 1948 — Callejón [Palaris]
- 1949 — He Promised to Return [Movietec]
- 1950 — His Darkest Hour [Lebran]
- 1950 — The Spell [Lebran]
- 1951 — Sigfredo [Lebran]
- 1951 — Rosario Cantada [Royal]
- 1951 — Apoy na Ginatungan [Royal]
- 1951 — Isinanlang Pag-ibig [Benito Bros]
- 1951 — Romeo at Julieta [Lebran]
- 1953 — May Isang Tsuper ng Taxi [Lebran]
- 1953 — Walang Hanggan [Lebran]